# Астрофитум многорыльцевый
Астрофи́тум многоры́льцевый (лат. Astrophýtum myriostígma), или Астрофитум мириостигма, или бесчисленнокрапинковый, или крапчатый — самый известный вид из рода Астрофитум.

## История
Этот кактус был популярен с момента своего открытия в 1837 году и ввозился в Европу в больших количествах, и только спустя несколько десятилетий обратили внимание, что различные экземпляры значительно отличаются друг от друга. Были обнаружены популяции A. myriostigma значительно удалённые и изолированные друг от друга вследствие горного рельефа. Первые упоминания о точных местах произрастания относятся к 1920—1930 годам. Были установлены разновидности, связанные с различными местами произрастания и даже выделен самостоятельный вид — A. coahuilense, который не только имеет отличительные признаки, но и не скрещивается с A. myriostigma, тем не менее некоторые таксономисты рассматривают A. coahuilense лишь как подвид.

## Формы
Растения этого вида можно разделить на три значительных группы:
1. Столбовидная форма, произрастающая на юге штата Тамаулипас, в окрестностях города Тула, у этих растений колючки отсутствуют с раннего возраста, цветки имеют аромат. Их называют Astrophytum myriostigma var. tulense. Эти растения проявляют изменчивость в количестве рёбер в сторону увеличения их количества до 8 и даже до 10. Но в юном возрасте у них всегда 5 рёбер. Как синонимы этой разновидности рассматриваются var. tamaulipense и var. columnare, хотя растения из разных популяций имеют свои отличительные особенности и вопрос — признавать или нет отдельные разновидности, всегда остаётся спорным.
2. Северная форма, произрастающая в высокогорной долине вблизи Хаумаве и вблизи Сан-Антонио, штат Тамаулипас. У растений этой группы мелкие цветки и малое количество семян в плодах, в юном возрасте имеются характерные чёрные колючки. Их называют Astrophytum myriostigma var. jaumavense. Для этой группы растений характерна изменчивость в количестве ребёр в сторону понижения, и растение, которое изначально описано как var. quadricostatum, относится к этой группе. Причём название quadricostatum появилось раньше, чем название jaumavense, и считается более правильным, хотя растения, относящиеся к этой разновидности, не всегда четырехрёберные. Наряду с пятирёберными встречаются и трёхрёберные экземпляры. Растения из окрестностей Сан-Антонио имеют менее плотный крап.
3. Южная форма, произрастающая вблизи Виллар и Cerritos штат Сан-Луис-Потоси. У растений этой группы более крупные цветки и большее количество семян в плодах, колючки отсутствуют с раннего возраста, а форма тела является более широкой и уплощённой, которая сохраняется с возрастом, количество рёбер у этих растений всегда равно 5. Их называют Astrophytum myriostigma var. potosinum.

Исходное растение, найденное Галеотти и описанное Лемэром, по описанию соответствует третьей группе и, таким образом, var. potosinum является синонимом к обычному A. myriostigma. Именно эти растения имеют форму более всего напоминающую форму морской звезды.
Разные таксономисты выделяют разное количество разновидностей для A. myriostigma и даже возводят в ранг самостоятельных видов некоторые из них. Тем не менее, как сборщики кактусов, так и любители, посещавшие места произрастания в Мексике, отмечают, что в популяциях присутствуют растения разных форм — уплощённые, столбовидные, с более острыми и более округлыми рёбрами, с менее или наоборот с более плотным опушением. Единственное, что объединяет растения одной популяции — это форма и строение цветков и плодов, а также количество семян в ягоде.
На основе этого вида кактусов японские селекционеры вывели группу растений, которые были названы cv. onzuko. Эти культивары отличаются от обычных A. myriostigma наличием более крупного крапа, который сливаясь в некоторых случаях даёт характерный рисунок, привлекающий внимание любителей кактусов и придавший большую популярность этим культиварам, которые принято называть японскими культиварами.

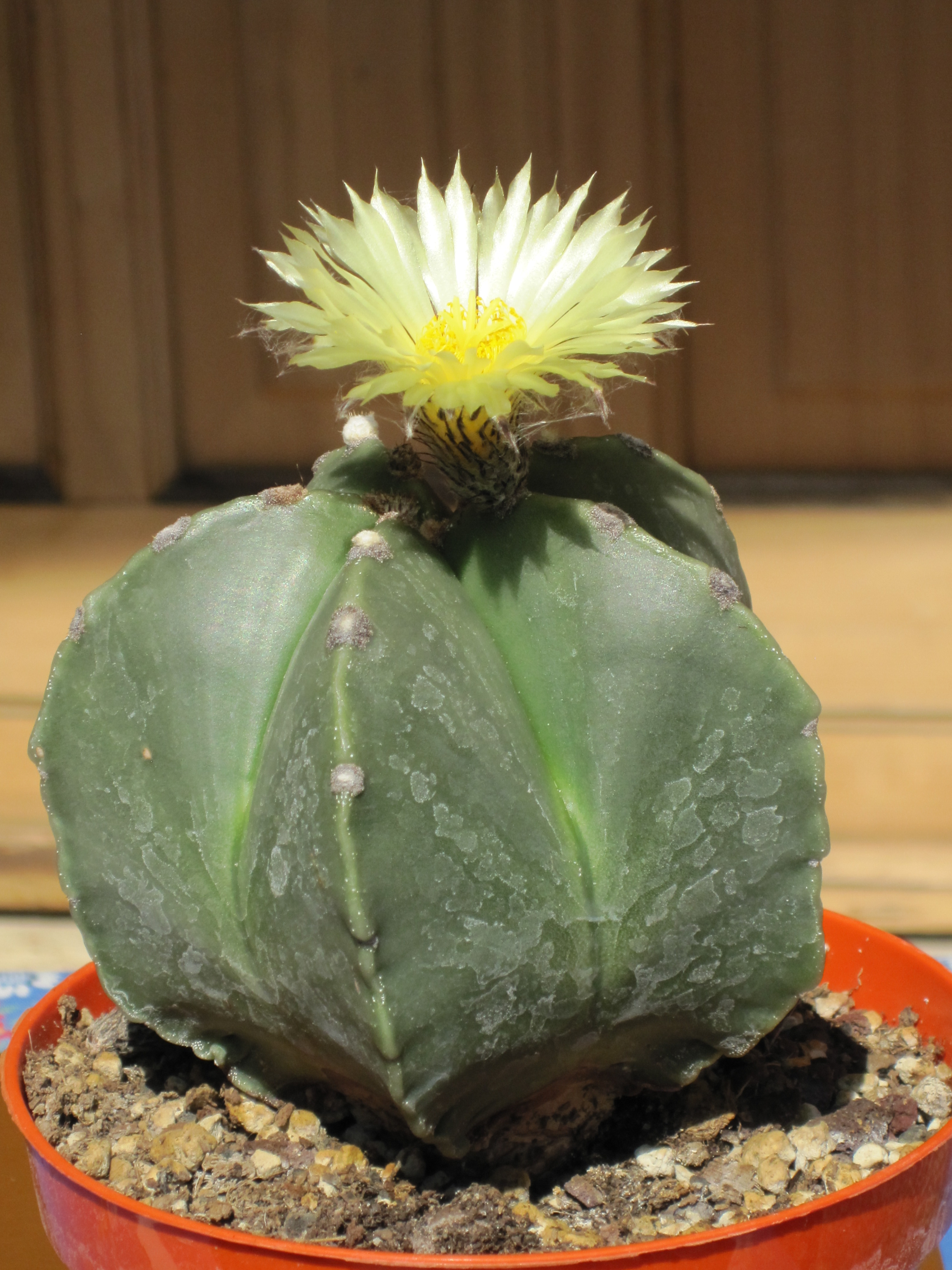
var. nudum
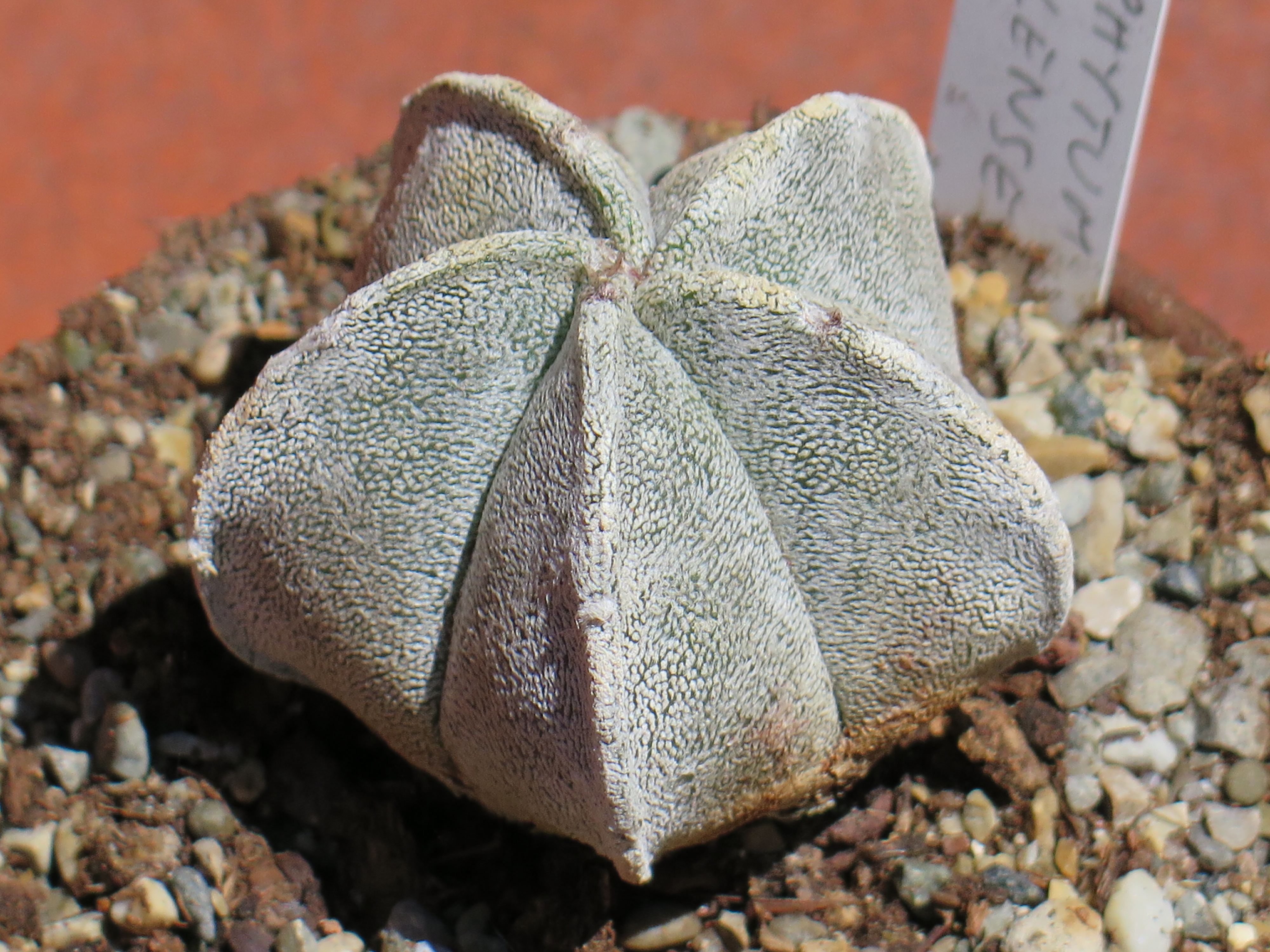
var. coahuilense
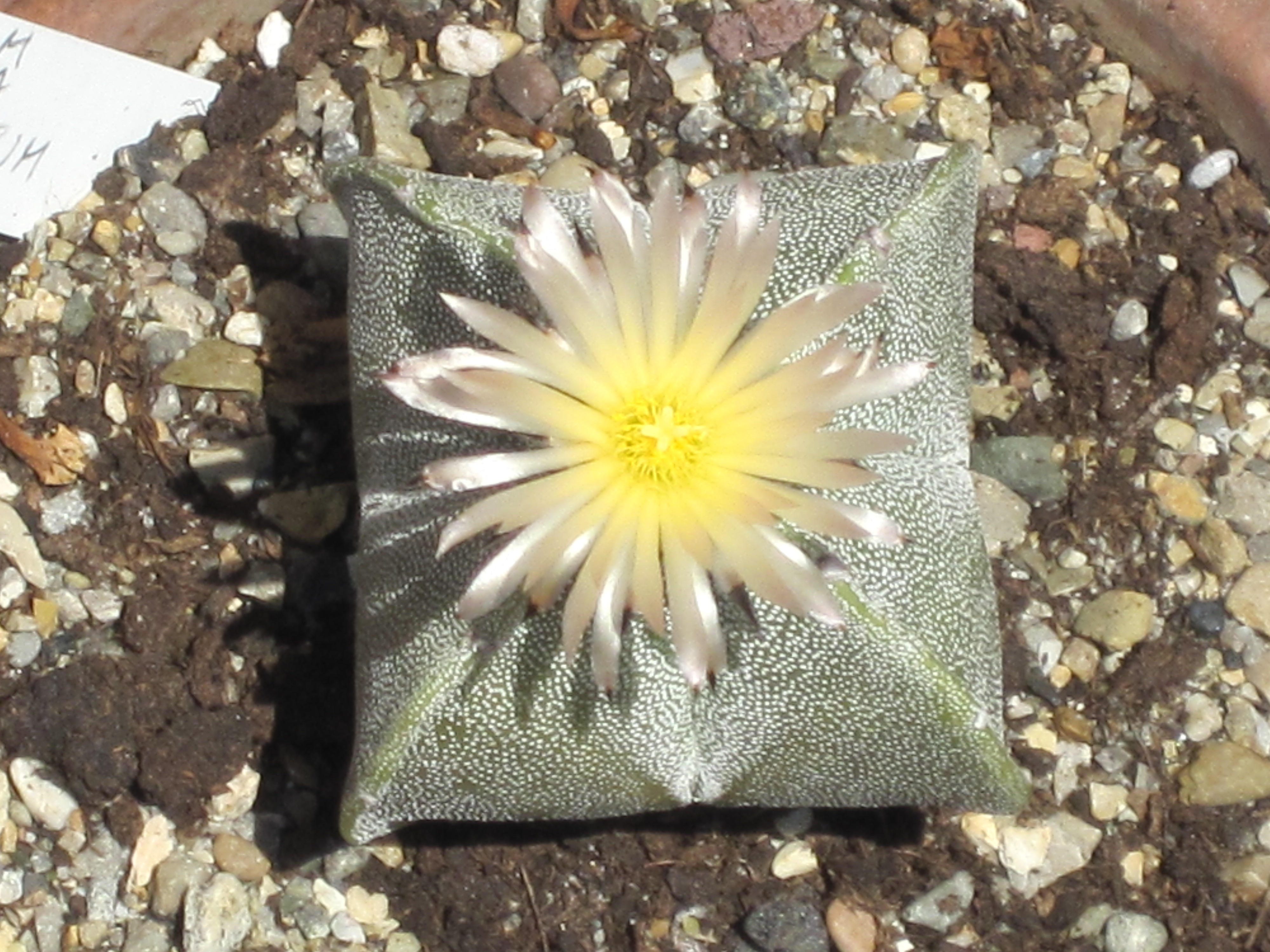
var. quadricostatum
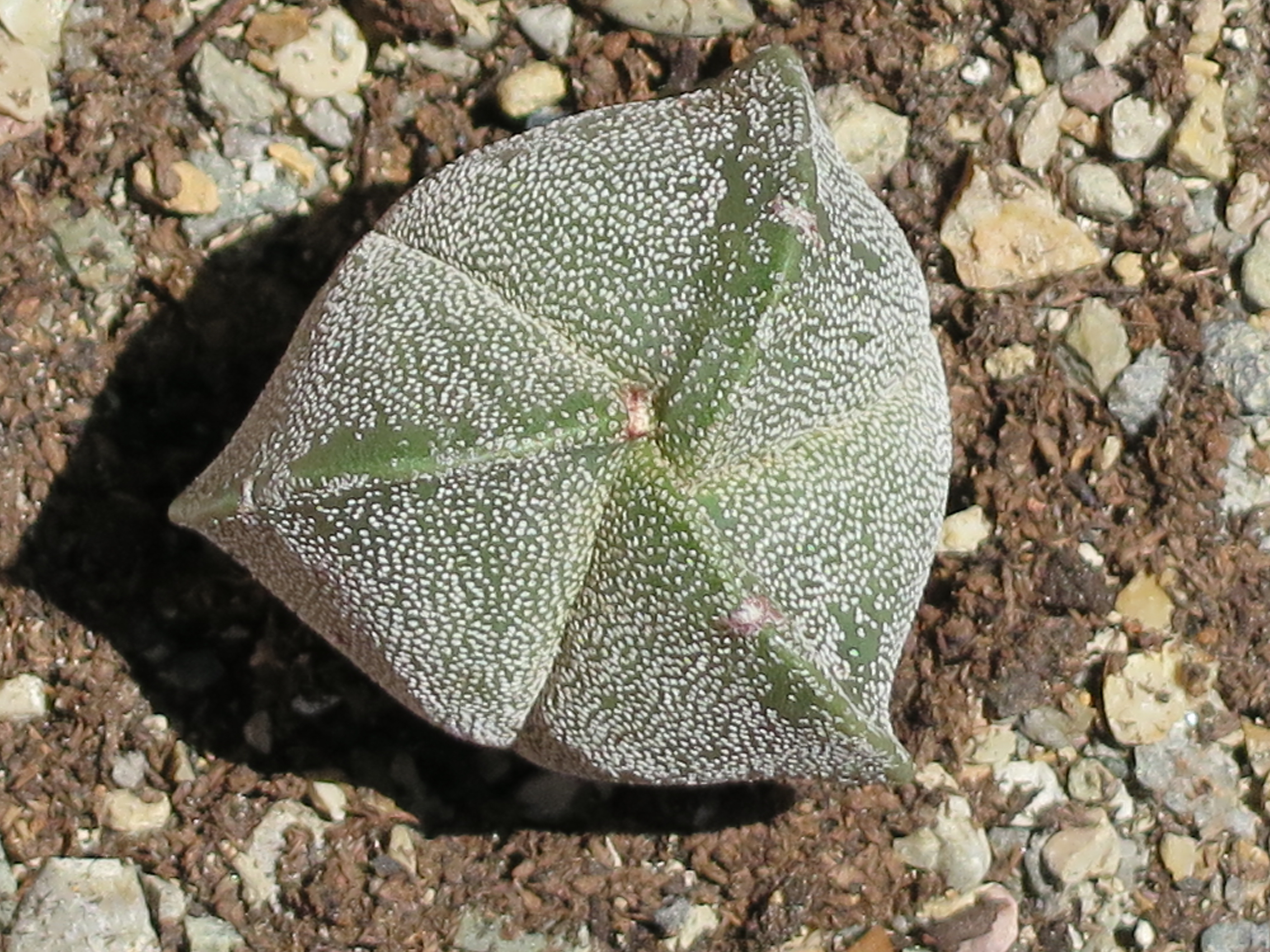
var. tricostatum